# Hemerobius centralis
Hemerobius centralis är en insektsart som beskrevs av Navás 1913. Hemerobius centralis ingår i släktet Hemerobius och familjen florsländor. Inga underarter finns listade i Catalogue of Life.